# Кропив'янка (хвороба)
Кропи́в'янка, рідше — уртика́рія, кропи́вниця, кропи́в'яна пропа́сниця, жалю́чка кропив'я́ста (лат. urticaria) — шкірне захворювання, дерматит переважно алергійного походження, яке характеризується свербінням та швидкою появою пласких піднесених блідо-рожевих піхурів (лат. urtica), схожих на ті утвори, які виникають на шкірі від жаління кропивою. Піхури при кропив'янці утворюються на різних ділянках шкіри та рідше — на слизових оболонках.
Кропивниця може бути самостійною (зазвичай алергійною) реакцією на якийсь подразник, або одним з проявів якого-небудь захворювання. Кропив'янка займає третє місце за поширенням серед алергічних захворювань після медикаментозної алергії та бронхіальної астми, та, згідно з даними статистики, приблизно чверть населення переносить кропив'янку щонайменше один раз протягом життя.

## Етіологія
Згідно з сучасними уявленнями про етіологію та патогенез захворювання, кропив'янка виникає внаслідок дії на організм різноманітних екзогенних та ендогенних факторів. Станом на 2016 рік загальноприйнятої класифікації кропив'янки не існує, класифікацію захворювання проводять за тривалістю клінічного перебігу та етіології кропив'янки.
Кропив'янку згідно з перебігом та етіологічними факторами можна класифікувати так:
- Залежно від тривалості[7]:
  - Гостра кропив'янка (наявність піхурів <6 тижнів);
  - Хронічна кропив'янка (наявність піхурів >6 тижнів);
- Залежно від провокуючого чинника[7]:
  - Спонтанна  (без залучення певного провокувального фактора)
  - Індукована (із залученням специфічного фактора)

- Кропив'янка при дії фізичних факторів:

- Кропив'янка при контакті з холодом;
- Компресійна кропив'янка (поява піхурів через 3—8 годин після дії тиску на відповідну область шкіри);
- Кропив'янка при контакті з локальним теплом;
- Сонячна кропив'янка (причина — ультрафіолетове випромінювання або видиме світло);
- Дермографічна кропив'янка (уртикарний дермографізм);
- Вібраційна кропив'янка (причина — сила вібрації);

- Інші уртикарні порушення:

- Аквагенна кропив'янка (чинник виникнення — вода);
- Холінергічна кропив'янка (виникає при підвищенні температури тіла у окремих осіб);
- Контактна кропив'янка (при контакті з хімічною речовиною, яка здатна спричинити кропив'янку);
- Кропив'янка, яку спричинює фізичне навантаження.

Хронічну кропив'янку згідно з активністю процесу можна класифікувати так:
- Активність відсутня — відсутні папули та свербіж на шкірі;
- Легка — поява на шкірі менше 20 папул за добу;
- Середня — поява на шкірі 21—50 папул за добу;
- Інтенсивна — поява на шкірі більше 50 папул за добу або зливні висипання.

Згідно з сучасними уявленнями, набряк Квінке — це велетенська кропив'янка обмеженої ділянки шкіри та слизових оболонок. Етіологія та патогенез кропив'янки та набряку Квінке аналогічні. Усі фактори розвитку кропив'янки можна поділити на екзогенні (фізичні, хімічні, механічні) та ендогенні (порушення нервової, ендокринної та інших систем, вогнища хроніосепсису та інші фактори). У хворих на хронічну кропив'янку спостерігають високу частоту поширення автоімунного тиреоїдиту (особливо у жінок). За даними американських учених, порушення функції щитоподібної залози спостерігають у 19 % хворих із хронічною кропив'янкою. Часто кропив'янка розвивається на фоні системного червоного вовчака, лімфом шкіри та інших пухлин, подагри, еритремії, макроглобулінемії. У деяких випадках роль алергенів можуть грати не повністю розщеплені білкові продукти, що ще не втратили специфічність (які індукують вироблення антитіл до певного харчового продукту), та токсини, які утворюються із зіпсованих або не повністю перетравлених продуктів; ендогенні токсичні речовини, що утворюються при коліті або порушенні функції нирок; а також алергія на фактори бактерій або паразитів (найчастіше — гельмінтів). Причиною кропив'янки може бути гастрит, асоційований із Helicobacter pylori, а також кандидоз та вірусний гепатит С. Причиною розвитку кропив'янки може стати дисбактеріоз Під впливом перерахованих факторів у тканинах організму накопичуються біологічно активні речовини, які розширюють капіляри, підвищують проникність судин, у результаті чого виникає набряк сосочкового шару дерми, що обумовлює появу пухирів.

## Клінічні ознаки
Початок захворювання відзначається раптовою появою на шкірі, рідше на слизових оболонках, множинних ексудативних безпорожнинних піхурів рожево-лілового відтінку, що нагадують опіки кропивою. Піхури дещо піднімаються над рівнем шкіри, мають різну величину (від 0,5 до 15 см), та різні контури, інколи зі зблідненням верхівки. При гострій кропив'янці ймовірне злиття піхурів. Поява піхурів на шкірі супроводжується сильним свербежем та відчуттям припікання шкіри. При поширених формах кропив'янки можна спостерігати артралгії та гарячку. Особливістю перебігу кропив'янки є як швидка поява піхурів, так і швидке їх зникнення (протягом 24 годин). У разі хронічної кропив'янки спостерігають рецидиви захворювання, що можуть супроводжуватися головним болем, загальною слабкістю, підвищенням температури тіла; при враженні слизових оболонок травної системи можуть розвинутися: нудота, блювання та діарея; болісне свербіння може супроводжуватися неврозами та безсонням. Згідно з даними клінічних досліджень, у 50 % випадків хронічна кропив'янка супроводжується розвитком набряку Квінке. При локалізації кропив'янки в області гортані можливий розвиток асфіксії. У випадку сонячної кропив'янки висипання з'являються на відкритих ділянках шкіри, для цього варіанту захворювання характерна сезонність (виникнення висипань навесні та влітку), при тривалому контакті із сонячним промінням у хворих імовірна поява порушень дихання та серцевої діяльності, аж до розвитку шоку та колапсу.

## Лікування
Першочерговим етапом у лікуванні кропив'янки є усунення контакту із алергеном та призначення гіпоалергенної дієти. За підозри на медикаментозну етіологію кропив'янки призначають голодування на 1—3 доби (за відсутності протипоказань) з одночасним прийомом сольових проносних або очисних клізм. За підозри на медикаментозну кропив'янку також відміняють планову медикаментозну терапію,, окрім тої, що йде за життєвими показаннями. За тяжкого перебігу кропив'янки лікування проводять як при анафілактичному шоці, застосовують адреналін, за необхідності — інфузійне введення пресорних амінів (мезатону або норадреналіну), глюкокортикостероїдів (ГКС) (преднізолону та / або дексаметазону). За гострого перебігу кропив'янки також парентерально вводять блокатори Н1-гістамінових рецепторів і призначають перорально ентеросорбенти. Блокатори Н1-гістамінових рецепторів є основним медикаментозним засобом лікування кропив'янки. У гострому періоді використовують блокатори Н1-гістамінових рецепторів І покоління (хлоропірамін, тавегіл) парентерально, пізніше протягом 10—30 днів застосовують препарати II—ІІІ поколінь (лоратадин, дезлоратадин, цетиризин, левоцетиризин, фексофенадин). Застосовують також стабілізатори мембран опасистих клітин (кетотифен). За наявності супутніх захворювань проводять симптоматичну терапію згідно зі стандартами лікування даних захворювань.

## Профілактика
Хворим із хронічною кропив'янкою або в разі високої ймовірності розвитку цього необхідно проводити обробку одягу гіпоалергенними мийними засобами, уникати обробки одягу антистатичними засобами, а також обмежити використання одягу із синтетичних тканин (особливо поліестеру) й одягатися згідно з погодою, щоби не зумовити додаткову пітливість шкіри.